# Michał Sutowski
Michał Jakub Sutowski (ur. 1985) – polski politolog, publicysta, dziennikarz, tłumacz, od 2007 związany z Krytyką Polityczną.

## Życiorys
Pochodzi z Koszalina, gdzie ukończył I Liceum Ogólnokształcące. Studiował na Uniwersytecie Warszawskim w ramach Międzywydziałowych Indywidualnych Studiów Humanistycznych. W 2009 uzyskał dyplom magistra politologii. Stypendysta Uniwersytetu Yale.
Sekretarz redakcji pisma „Krytyka Polityczna”, członek zespołu Wydawnictwa Krytyki Politycznej. Redaktor pism politycznych Jacka Kuronia i Stanisława Brzozowskiego. Koordynator Instytutu Studiów Zaawansowanych. Członek Klubu PL-RU Fundacji Batorego. Pisze m.in. w „Gazecie Wyborczej”, „Wirtualnej Polsce”, „Krytyce Politycznej”, „Rzeczpospolitej”. Opublikował wywiady-rzeki m.in. z Agatą Bielik-Robson, Ludwiką Wujec, Agnieszką Graff. Tłumaczy z angielskiego oraz niemieckiego.
W 2018 przetłumaczona przez niego książka Pawła Brykczyńskiego „Gotowi na przemoc. Mord, antysemityzm i demokracja w międzywojennej Polsce” była nominowana do Nagrody Historycznej im. Kazimierza Moczarskiego. W 2019 Sutowski został nominowany do nagrody Grand Press w kategorii wywiad za rozmowę z Marią Liburą nt. reformy polskiej służby zdrowia.

## Publikacje książkowe
- Ekologia : przewodnik Krytyki Politycznej. Michał Sutowski, Joanna Tokarz (red.). Warszawa: Wydawnictwo Krytyki Politycznej, 2009, s. 461. ISBN 978-83-61006-71-8.
- Michał Sutowski: Bielik Robson : żyj i pozwól żyć / rozmawia Michał Sutowski. Warszawa: Wydawnictwo Krytyki Politycznej, 2012, s. 323, seria: Seria z Różą. ISBN 978-83-62467-74-7.
- Michał Sutowski: Wujec : związki przyjacielskie / rozmawia Michał Sutowski. Warszawa: Wydawnictwo Krytyki Politycznej, 2013, s. 373, seria: Seria z Różą. ISBN 978-83-63855-81-9.
- Michał Sutowski: Jestem stąd / Graff ; rozmawia Michał Sutowski. Warszawa: Wydawnictwo Krytyki Politycznej, 2014, s. 477, seria: Seria z Różą. ISBN 978-83-63855-95-6.
- Michał Sutowski, Edwin Bendyk, Urszula Papajak, Marcin Popkiewicz: Polski węgiel. Warszawa: Wydawnictwo Krytyki Politycznej, 2014, s. 258. ISBN 978-83-64682-77-3.
- Klasy w Polsce : teorie, dyskusje, badania, konteksty. Maciej Gdula, Michał Sutowski (red.). Warszawa: Instytut Studiów Zaawansowanych – Stowarzyszenie im. St. Brzozowskiego – Wydawnictwo Krytyki Politycznej, 2017, s. 194. ISBN 978-83-65853-14-1.
- Aleksandra Polak, Michał Sutowski, Anna Skrzypek, Adam Traczyk: Europa będzie się wykuwać w kryzysach? Scenariusze integracji w czasach polikryzysu. Warszawa: Global.Lab, Fundacja im. Friedricha Eberta, 2017, s. 40. ISBN 978-83-65285-05-8.
- Ekonomia polityczna „dobrej zmiany”. Michał Sutowski (red.). Warszawa: Instytut Studiów Zaawansowanych – Stowarzyszenie im. St. Brzozowskiego – Wydawnictwo Krytyki Politycznej, 2017, s. 254. ISBN 978-83-65853-15-8.
- Michał Sutowski: Fajny kraj do życia : rozmowy Michała Sutowskiego. Warszawa: Wydawnictwo Krytyki Politycznej, 2020, s. 313. ISBN 978-83-66586-04-8.
- Michał Sutowski: Aleksander Kwaśniewski. Biografia polityczna. Tom I 1954-1995. Warszawa: Wydawnictwo Krytyki Politycznej, 2024, s. 536. ISBN 978836826704-4.

## Tłumaczenia
- Manuel Castells, Pekka Himanen: Społeczeństwo informacyjne i państwo dobrobytu : model fiński. Michał Sutowski (tłum.). Warszawa: Wydawnictwo Krytyki Politycznej, 2009, s. 228. ISBN 978-83-61006-27-5.
- Herald Welzer: Wojny klimatyczne : za co będziemy zabijać w XXI wieku?. Michał Sutowski (tłum.). Warszawa: Wydawnictwo Krytyki Politycznej, 2010, s. 277. ISBN 978-83-61006-92-3.
- Boris Buden: Strefa przejścia : o końcu postkomunizmu. Michał Sutowski (tłum.). Warszawa: Wydawnictwo Krytyki Politycznej, 2012, s. 188. ISBN 978-83-62467-41-9.
- Robert Skidelsky: Keynes : powrót mistrza. Tomasz Krzyżanowski, Michał Sutowski (tłum.). Warszawa: Wydawnictwo Krytyki Politycznej, 2012, s. 252. ISBN 978-83-62467-44-0.
- Marci Shore: Nowoczesność jako źródło cierpień. Michał Sutowski (tłum.). Warszawa: Wydawnictwo Krytyki Politycznej, 2012, s. 251. ISBN 978-83-62467-89-1.
- Michael Kazin: Amerykańscy marzyciele : jak lewica zmieniła Amerykę. Michał Sutowski (tłum.). Warszawa: Wydawnictwo Krytyki Politycznej, 2012, s. 399. ISBN 978-83-62467-51-8.
- Heiner Flassbeck: 10 mitów kryzysu. Michał Sutowski (tłum.). Warszawa: Wydawnictwo Naukowe Scholar, 2013, s. 154. ISBN 978-83-63855-37-6.
- Ulrich Beck, Elisabeth Beck-Gernsheim: Miłość na odległość : modele życia w epoce globalnej. Michał Sutowski (tłum.). Warszawa: Wydawnictwo Naukowe PWN, 2013, s. 292. ISBN 978-83-01-15888-0.
- Paul Mason: Skąd ten bunt? : nowe światowe rewolucje. Michał Sutowski (tłum.). Warszawa: Wydawnictwo Krytyki Politycznej, 2013, s. 399. ISBN 978-83-63855-53-6.
- Franz Walter: SPD : z historii niemieckiej socjaldemokracji. Michał Sutowski (tłum.). Warszawa: Wydawnictwo Naukowe Scholar, 2013, s. 265. ISBN 978-83-7383-655-6.
- Ivan Krastev: Demokracja nieufnych : eseje polityczne. Michał Sutowski (tłum.). Warszawa: Wydawnictwo Krytyki Politycznej, 2013, s. 140. ISBN 978-83-63855-58-1.
- Globalny kryzys gospodarczy po roku 2008 : perspektywa postkeynesowska : wybór tekstów. Kazimierz Łaski, Jerzy Osiatyński (red.), Michał Sutowski (tłum.). Warszawa: Wydawnictwo Krytyki Politycznej, 2015, s. 422. ISBN 978-83-65369-01-7.
- Ivan Krastev: Demokracja – przepraszamy za usterki. Michał Sutowski (tłum.). Warszawa: Wydawnictwo Krytyki Politycznej, 2015, s. 95. ISBN 978-83-64682-33-9.
- Chang Ha-joon: Źli Samarytanie : mit wolnego handlu i tajna historia kapitalizmu. Michał Sutowski (tłum.). Warszawa: Wydawnictwo Krytyki Politycznej, 2016, s. 397. ISBN 978-83-65369-15-4.
- Jan-Werner Müller: Co to jest populizm?. Michał Sutowski (tłum.). Warszawa: Wydawnictwo Krytyki Politycznej, 2017, s. 154. ISBN 978-83-65369-93-2.
- Paweł Brykczyński: Gotowi na przemoc : mord, antysemityzm i demokracja w międzywojennej Polsce. Michał Sutowski (tłum.). Warszawa: Wydawnictwo Krytyki Politycznej, 2017, s. 278. ISBN 978-83-65853-20-2.
- Matthew d’Ancona: Postprawda. Michał Sutowski (tłum.). Warszawa: Wydawnictwo Krytyki Politycznej, 2018, s. 156. ISBN 978-83-65853-37-0.
- Ivan Krastev: Nadeszło jutro : jak pandemia zmienia Europę?. Michał Sutowski (tłum.). Warszawa: Wydawnictwo Krytyki Politycznej, 2020, s. 92. ISBN 978-83-66586-10-9.